# 米哈爾·薩切克
米哈爾·薩切克（1996年9月19日—）是捷克的一位足球運動員。他現在效力於捷克足球甲級聯賽球隊布拉格斯巴達，在場上的位置是中場。他在2016年5月14日首次代表布拉格斯巴達參加聯賽。他也代表捷克U21國家隊參賽並參加了2017年歐洲U21足球錦標賽。

## 外部連結
- 米哈爾·薩切克 – Fotbal DNES网站上的捷克足球甲级联赛统计数据 （捷克語）
- Michal Sáček （页面存档备份，存于） official international statistics
- Soccerway資料庫：米哈爾·薩切克